# Casal Catalá de Montevideo
El Casal Catalá de Montevideo (en catalán: Casal Català) es una entidad cultural y recreativa catalana presente en Montevideo, Uruguay.

## Historia
Fue fundada el 29 de enero de 1926 por un grupo catalanista escindido del Centro Catalán de Montevideo. Dicho grupo estaba formado por Ramon Panedas, Albà Rosell i Llongueras, Antoni Duró, Joan Oliver, Joan Flo, Francesc Pla i Lluis Castelló. Pretendió desde el principio ser una institución que acogiera inmigrantes que ansiasen no perder sus vínculos tradicionales con la cultura catalana. 
En 1936 organizó el Congreso de Catalanes de las Repúblicas del Plata (Congrés de Catalans de les Repúbliques del Plata). 
Cuando Lluís Companys fue fusilado, constituyó un comité de homenaje que organizó conmemoraciones anuales; asimismo promovieron la inauguración de una plaza con su nombre y la realización de un monumento obra del escultor Juan Serra Constansó en 1944. También colaboró en la organización de los Jocs Florals de la Llengua Catalana en Montevideo en 1949 y 1963.
En 1970 la entidad adquiere un inmueble en la calle Francisco Araucho 1186, zona residencial de la ciudad.
En 1990 contaba con 250 socios, una biblioteca de obras en catalán, un grupo teatral y un grupo de danzas. Además publica la revista en lengua catalana Manelic, fundada en 1954.
En 1993 fue galardonado con la Premio Cruz de San Jorge. 
Cada 24 de junio participa en la organización de la celebración la Noche de San Juan en la plaza José Pedro Varela.
En 2005 su presidenta fue María Gibert.